# 贵州鳞毛蕨
贵州鳞毛蕨（学名：Dryopteris wallichiana var. kweichowicola）为鳞毛蕨科鳞毛蕨属下的一个变种。